# Liste der Bodendenkmale in Sankt Annen (Dithmarschen)
In der Liste der Bodendenkmale in Sankt Annen sind die Bodendenkmale der Gemeinde Sankt Annen nach dem Stand der Bodendenkmalliste des Archäologischen Landesamts Schleswig-Holstein von 2016 aufgelistet. Die Baudenkmale sind in der Liste der Kulturdenkmale in Sankt Annen (Dithmarschen) aufgeführt.
| Denkmal-ID           | Befundart           | Bezeichnung                       | Zeitstellung | Lage | Bemerkungen                                                                                         | Bild |
| -------------------- | ------------------- | --------------------------------- | ------------ | ---- | --------------------------------------------------------------------------------------------------- | ---- |
| aKD-ALSH-Nr. 000 307 | Befestigung > Deich | Deich/Koog/Sietwende „Dammsdeich“ | Mittelalter  |      | Teilstück eines mittelalterlichen Eiderdeiches, drei Teilabschnitte mit 420 m, 275 m und 90 m Länge |      |